# 덴쇼 (아즈치모모야마 시대)
덴쇼(일본어: 天正, てんしょう)는 일본의 연호(元号) 중 하나이다.
- 전후 : 겐키(元亀) 이후 ~ 분로쿠(文禄) 이전.
- 시기 : 1573년 ~ 1591년
- 천황 : 오기마치 천황, 고요제이 천황
- 쇼군 : 무로마치 막부의 아시카가 요시아키 (다만 오다 노부나가에게 추방당해 권력은 없다)
- 우대신, 무가동량 : 오다 정권의 오다 노부나가, 노부타다, 히데노부
- 태합 : 도요토미 정권의 도요토미 히데요시
- 관백 : 도요토미 정권의 도요토미 히데요시, 히데쓰구

아즈치모모야마 시대의 연호 대부분이 ‘덴쇼’였기 때문에, 아즈치모모야마 시대를 ‘덴쇼’라고 표현하는 일도 있다.

## 개원(改元)
- 겐키 4년 7월 28일(율리우스력 1573년 8월 25일), 전란과 천재지변을 이유로 개원.
- 덴쇼 20년 12월 8일(그레고리력 1593년 1월 10일), 분로쿠로 개원된다.

쇼군 아시카가 요시아키를 교토에서 추방한 오다 노부나가가 구교(公卿)와 조정에게 요구한 개원이 이뤄진다. 이런 식으로 개원・개력이라는 조정의 권위를 업신여기는 행동이 이후 혼노지 사건의 한가지 원인이 되었다는 설도 있다.

## 출전
- 《문선》(文選)의 ‘君以下為基、民以食為天、正其末者端其本、善其後者慎其先’.
- 《도덕경》의 ‘清静為天下正’(지극히 고요해야만 천하에 바른 것이다).

## 덴쇼 시기에 일어난 일
- 원년
  - 8월 20일 : 아사쿠라 요시카게가 오다 노부나가의 공격에 할복.
  - 8월 27일 : 오다 노부나가의 오다니성 공략으로 아자이 히사마사가 할복.
  - 8월 28일 : 아자이 히사마사의 아들 아자이 나가마사 할복.
  - 12월 26일 : 마쓰나가 히사히데가 오다 노부나가에게 항복.
- 2년
  - 1월 19일 : 에치젠에서 잇코 잇키가 발생, 슈고다이(守護代) 마에다 요시쓰구 사망.
  - 9월 29일 : 나가시마 잇코 잇키가 진압된다.
- 3년
  - 4월 21일 : 나가시노 성을 다케다 가쓰요리가 공격.
  - 4월 21일 : 사타라가하라에서 오다 노부나가군과 도쿠가와 이에야스군이 다케다 가쓰요리군과 격돌. 다케다군이 패주(나가시노 전투).
- 4년
  - 4월 16일 : 다케다 신겐의 장례식이 가이 에린지 절에서 치러짐.
- 5년
  - 2월 22일 : 오다 노부나가가 사이가슈(雑賀衆)를 공격.
  - 9월 15일 : 우에스기 겐신이 노토 나나오 성을 공략.
  - 9월 23일 : 데도리가와 전투에서 우에스기 겐신이 오다군에게 대승을 거둠.
  - 10월 10일 : 마쓰나가 히사히데, 히사미치 부자가 오다 노부나가에게 공격당해 시기산 성에서 자살.
  - 11월 20일 : 오다 노부나가가 우다이진(右大臣)에 취임.
  - 12월 3일 : 하시바 히데요시가 하리마 고즈키 성을 공략.
- 6년
  - 3월 13일 : 우에스기 겐신 사망.
  - 4월 9일 : 오다 노부나가가 우다이진・우타이쇼(右大将)에 취임.
  - 5월 13일 : 오타테의 난이 일어나다.
  - 6월 7일 : 다케다 가쓰요리와 우에스기 가게카쓰가 화친.
  - 7월 3일 : 아마고 가쓰히사가 모리군에게 공격받아 자살.
- 7년
  - 5월 11일 : 아즈치성의 덴슈(天主)가 완성.
  - 5월 27일 : 아즈치 성에서 아즈치 슈론(安土宗論)이 벌어지다.
  - 8월 29일 : 도쿠가와 이에야스가 아내 쓰키야마도노를 살해.
  - 9월 1일 : 난조 모토쓰구가 쓰쓰미 성의 야마다 시게나오를 공격. 시게나오 부자는 시카노 성으로 도주한다. 이후 난조 씨는 모리씨를 이반(離反)한다.
  - 9월 15일 : 도쿠가와 이에야스의 장남 노부야스가 자살.
- 8년
  - 1월 17일 : 하시바 히데요시가 미키 성을 공격해 벳쇼 나가하루가 자살(미키 전투).
  - 윤3월 5일 : 오다 노부나가와 혼간지 겐뇨의 화의가 성립.
  - 8월 2일 : 이시야마 혼간지가 불타며 이시야마 전투가 종결된다.
  - 11월 17일 : 시바타 가쓰이에가 가가 잇코잇키를 진압.
- 9년
  - 2월 28일 : 오다 노부나가가 교토에서 교토온우마소로에(京都御馬揃え, 교토에서의 군사 퍼레이드)를 행하다.
  - 3월 22일 : 도쿠가와 이에야스가 다케다가의 지배하에 있던 다카텐진 성을 탈환.
  - 4월 20일 : 호리 히데마사가 오다 노부나가를 따르지 않는 槙尾寺를 불태움.
  - 7월 21일 : 하시바 히데요시가 돗토리 성을 포위.
- 10년
  - 1월 28일 : 덴쇼 겐오 소년사절단 4명이 나가사키를 출발.
  - 3월 11일 : 덴모쿠잔 전투. 다케다씨 멸망.
  - 4월 3일 : 오다 노부타다가 에린지 절을 불태움. 가이센 조키 등이 사망.
  - 4월 27일 : 하시바 히데요시, 빗추 다카마쓰 성 부근에서 시미즈 무네하루의 군대와 교전(빗추 다카마쓰 성 전투).
  - 6월 2일 : 혼노지의 변 발생. 오다 노부나가 사망.
  - 6월 13일 : 야마자키 전투가 벌어짐.
  - 6월 27일 : 기요스 회의가 열려, 오다 히데노부를 후계자로 결정함.
  - 10월 15일 : 다이토쿠지 절에서 오다 노부나가의 장례식이 치러짐.
- 11년
  - 3월 29일 : 도다이지 절의 아카즈노몬(不開門)이 폭풍으로 인해 무너짐.
  - 4월 21일 : 시즈가타케 전투가 벌어지다.
  - 5월 2일 : 오다 노부타카 사망.
- 12년
  - 3월 24일 : 류조지 다카노부가 사마바라에서 시마즈 이에히사 등과 전투 끝에 패배, 사망(오키타나와테 전투).
  - 4월 9일 : 고마키·나가쿠테 전투가 벌어지다.
  - 6월 28일 : 스페인의 배가 히라도섬에 첫 내항.
- 13년
  - 3월 8일 : 도요토미 히데요시가 다이토쿠지 절에서 대다회(大茶会)를 열다.
  - 7월 11일 : 도요토미 히데요시, 관백이 되다.
  - 11월 29일 : 호쿠리쿠・기나이에서 대지진이 발생. 엣추 기후네 성의 붕괴로 성주 마에다 히데쓰구가 사망.
- 14년
  - 6월 24일 : 기소가와 강이 대홍수.
  - 7월 27일 : 시마즈군이 이와야 성을 공략해 다카하시 쇼운이 자살.
  - 10월 4일 : 모리 데루모토가 고쿠라성을 공략.
  - 11월 7일 : 오기마치 천황의 양위로 고요제이 천황이 천조(践祚)함.
  - 11월 25일 : 고요제이 천황의 즉위식이 거행되다.
- 15년
  - 4월 3일 : 아키즈키 다네자네가 도요토미 히데요시에게 항복.
  - 5월 6일 : 시마즈 요시히사가 도요토미 히데요시에게 항복(규슈 정벌).
  - 6월 19일 : 도요토미 히데요시가 바테렌 추방령(가톨릭 선교사 추방)을 발포.
  - 9월 13일 : 주라쿠다이가 완성.
- 16년
  - 4월 14일 : 고요제이 천황이 주라쿠다이에 행행.
  - 6월 17일 : 고리야마 전투가 벌어지다.
  - 7월 8일 : 가타나가리령(刀狩令, 농민에게서 무기 몰수)과 해적 단속령이 발포됨.
- 17년
  - 2월 5일 : 스루가・도토미에서 대지진.
  - 5월 27일 : 도요토미 히데요시의 아내 요도도노가 쓰루마쓰를 출산.
- 18년
  - 4월 5일 : 도요토미 히데요시가 오다와라성을 포위.
  - 7월 5일 : 오다와라 성을 열고 호죠 우지나오 항복.
- 19년
  - 2월 28일 : 센노 리큐가 자살.
  - 8월 5일 : 도요토미 히데요시의 아들 쓰루마쓰가 사망.
  - 12월 28일 : 도요토미 히데쓰구가 관백에 오름.
- 20년
  - 4월 12일 : 고니시 유키나가가 조선의 부산에 상륙. 임진왜란 발발.
  - 5월 3일 : 고니시 유키나가, 가토 기요마사가 조선의 한성에 진입.
  - 6월 15일 : 고니시 유키나가, 구로다 나가마사 등이 조선의 평양을 점령.

## 서력과의 대조
| 덴쇼 | 원년   | 2년    | 3년    | 4년    | 5년    | 6년    | 7년    | 8년    | 9년    | 10년   | 11년   | 12년   | 13년   | 14년   | 15년   | 16년   | 17년   | 18년   | 19년   | 20년   |
| ---- | ------ | ------ | ------ | ------ | ------ | ------ | ------ | ------ | ------ | ------ | ------ | ------ | ------ | ------ | ------ | ------ | ------ | ------ | ------ | ------ |
| 서력 | 1573년 | 1574년 | 1575년 | 1576년 | 1577년 | 1578년 | 1579년 | 1580년 | 1581년 | 1582년 | 1583년 | 1584년 | 1585년 | 1586년 | 1587년 | 1588년 | 1589년 | 1590년 | 1591년 | 1592년 |
| 간지 | 계유   | 갑술   | 을해   | 병자   | 정축   | 무인   | 기묘   | 경진   | 신사   | 임오   | 계미   | 갑신   | 을유   | 병술   | 정해   | 무자   | 기축   | 경인   | 신묘   | 임진   |

## 같이 보기
- 일본의 연호 일람
- 아즈치모모야마 시대

| 이전 겐키 | 일본의 연호 1573년 ~ 1592년 | 다음 분로쿠 |